# Droits LGBT au Danemark
Les personnes lesbiennes, gaies, bisexuelles et transgenres (LGBT) au Danemark peuvent faire face à des difficultés juridiques et autres que ne rencontrent pas les habitants non LGBT, même si le pays est globalement très libéral par sa législation sur leurs droits.

## Statut légal de l'homosexualité
Les rapports sexuels entre personnes de même sexe au Danemark ont été légalisés en 1933. La majorité sexuelle a quant à elle été égalisée à 15 ans pour tout le monde en 1976.

## Lutte contre les discriminations et les violences

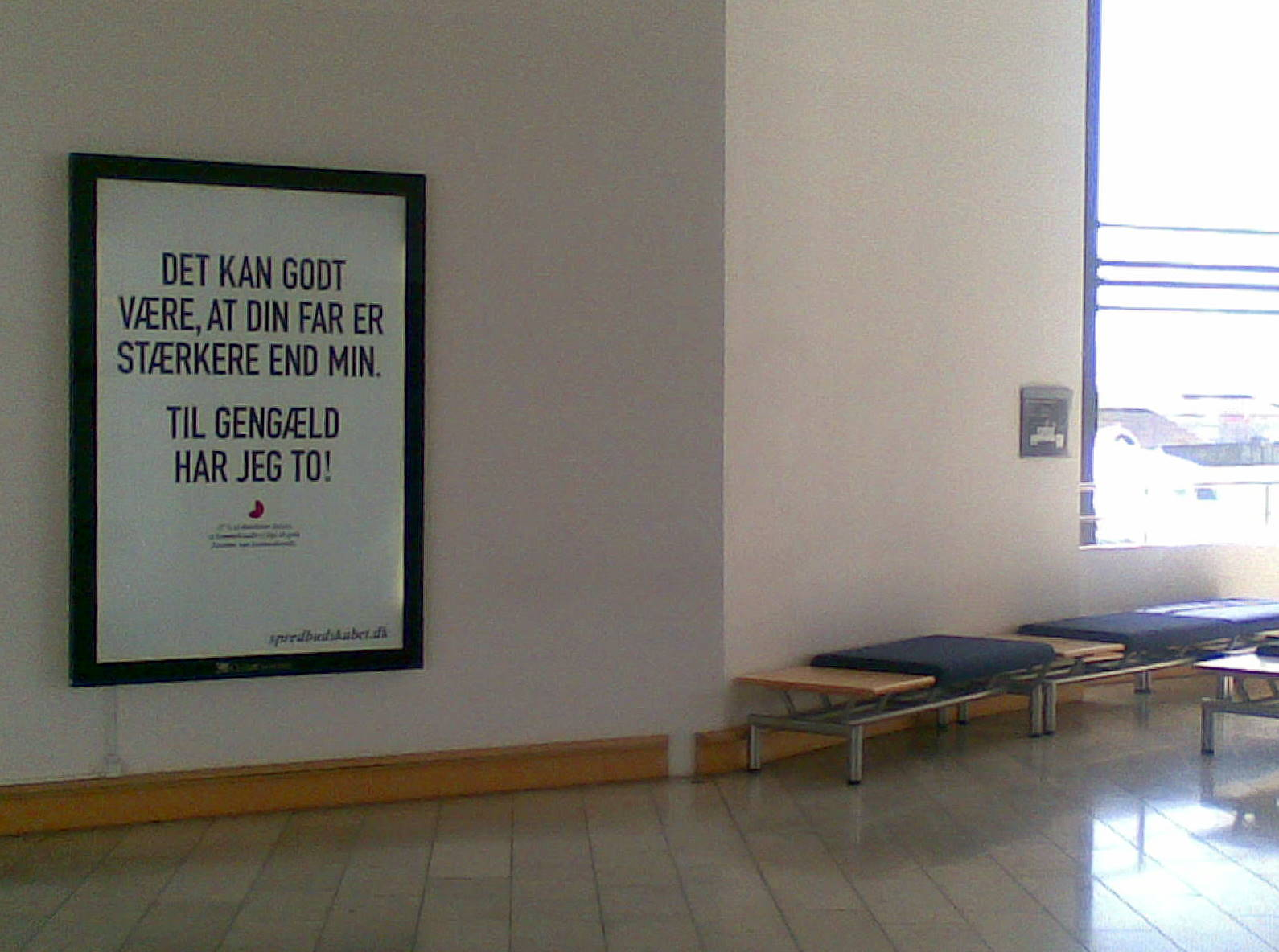
Une affiche à l'aéroport de Copenhague : « Ton papa est peut-être plus fort que le mien, mais une fois encore, j'en ai deux ! ».

Depuis 2006, une loi interdit toute forme de discrimination à l'embauche basée sur l'orientation sexuelle. De plus le code pénal interdit également ce type de discrimination dans l'accès aux biens et services. Enfin, les propos et insultes, ainsi que les violences à caractère homophobes sont reconnues pénalement.

## Reconnaissance des couples de personnes de même genre

### Partenariat enregistré (1989)
Le Danemark a été le premier pays au monde a reconnaitre les couples de personnes de même genre en 1989, avec la création de partenariats enregistrés ouverts aux seuls couples homosexuels mais leur accordant pratiquement les mêmes droits que le mariage. Le 1er octobre 1989 à Copenhague, Axel Axgil (3 avril 1915 – 29 octobre 2011) et Eigil Axgil (24 avril 1922 – 22 septembre 1995), sont devenus le premier couple marié homosexuel au monde, suivis le même jour de neuf autres couples d'hommes.

### Mariage (2012)
Le mariage civil et religieux (Église luthérienne d’État) entre personnes de même genre est légal depuis le 15 juin 2012 sur le territoire du Danemark métropolitain. 
Le vote de cette loi a ainsi abrogé la loi de 1989 sur les partenariats enregistrés. Ces derniers ne sont plus célébrés, et les personnes en ayant conclu peuvent les faire convertir en mariage.
L'Inatsisartut (Parlement du Groenland) approuve à l'unanimité la légalisation du mariage entre personnes de même sexe, le 26 mai 2015.

## Homoparentalité
Depuis 1999, l'adoption des enfants du conjoint légal est permise pour les personnes ayant signé un partenariat enregistré,. 
Le 2 juin 2006, le Parlement danois a voté l'abrogation d'une loi de 1997 interdisant aux lesbiennes l'accès à l'insémination artificielle. De plus, cette loi a permis la filiation automatique pour la mère non-biologique. Depuis le 1er juillet 2010, les couples de personnes de même genre peuvent adopter conjointement. Du fait de la longueur des procédures, ce n'est que le 20 juillet 2014 qu'un couple d'hommes a pu bénéficier de cette loi, en adoptant une petite fille de neuf mois née en Afrique du Sud.

## Droits des personnes trans*
En février 2013, Fernanda Milan, une ressortissante guatémaltaise transgenre, a été la première personne à bénéficier de l'asile au Danemark en raison des persécutions liées à son Identité de genre. Néanmoins, elle a été placée dans un centre réservé aux hommes, où elle a été agressée à plusieurs reprises. De plus, sa demande d'asile a dans un premier temps été rejetée, avant que des associations danoises de défense des personnes LGBT n'apportent des preuves du danger qu'un retour au Guatemala pouvait représenter pour cette femme.
Sur le plan intérieur, aucune protection légale n'est prévue contre les discriminations, propos, insultes et violences à caractère transphobe.
En juin 2014, le Parlement danois a voté avec 59 voix pour et 52 contre, mettant fin à la double nécessité préalable du diagnostic de trouble mental et du recours à la stérilisation, afin de pouvoir légalement changer de genre auprès de l'état civil. Deux conditions sont néanmoins nécessaires pour effectuer ce changement : être âgé de plus de 18 ans et attendre un délai de six mois après la demande.
En mai 2016, d'après le quotidien anglais The Independent, le Danemark devient « le premier pays à ne plus définir la transidentité comme une maladie mentale », après que le gouvernement aurait perdu patience avec l'OMS sur le travail de définition de la CIM-11.

## Mouvement social LGBT

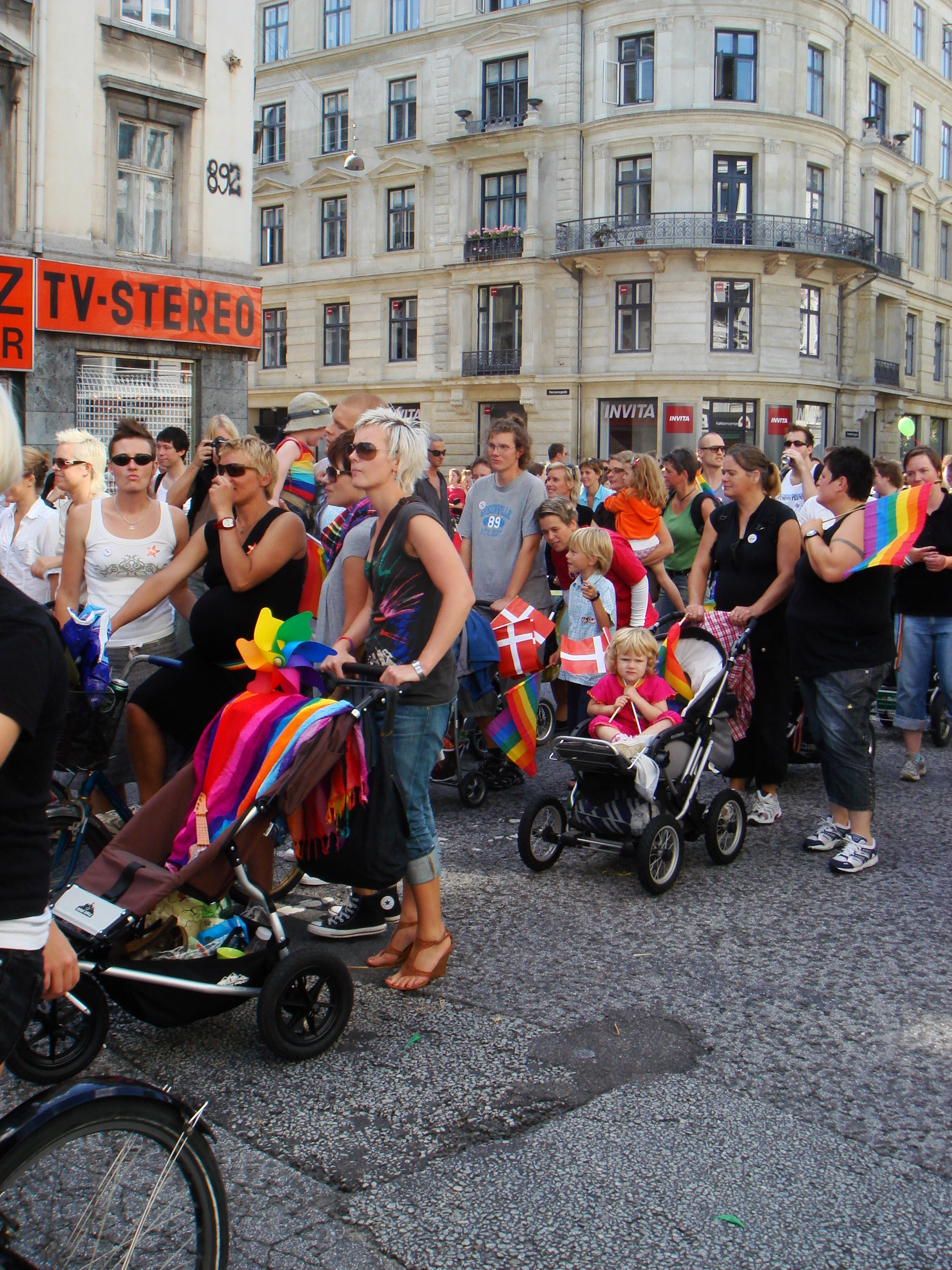
Marche des fiertés de Copenhague en 2008.

Axel et Eigil Axgil (alors connu comme Axel Lundahl Madsen et Eigil Eskildsen) ont cofondé la première association de défense des droits des personnes LGBT en 1948. Cette association, qui est aujourd'hui la plus importante du pays, a adopté différents noms au cours de son histoire : Kredsen af 1948 (Cercle de 1948) en 1948, Forbundet af 1948 (Association de 1948) en 1949, Landsforeningen for Bøsser og Lesbiske, Forbundet af 1948 (Association nationale pour les gays et lesbiennes, Association de 1948) en 1985 et finalement son nom actuel depuis 2009, LGBT Danmark – Landsforeningen for bøsser, lesbiske, biseksuelle og transpersoner  (LGBT Danemark - Association nationale pour les gays, les lesbiennes, les bisexuels et les personnes transgenres). Pendant de nombreuses années l'association a édité un magazine, Panbladet, et possédé une station de radio Radio Rosa (en). À présent elle opère comme un important lobby auprès des pouvoirs publics afin de garantir l'égalité des droits et de lutter contre les discriminations,,.

Logo des Outgames de 2009 à Copenhague.

La marche des fiertés de Copenhague se tient au mois d'août chaque année depuis 1996, année de lors de laquelle la capitale danoise était capitale européenne de la culture et a organisé l'Europride. De plus la ville a organisé les Outgames mondiaux de 2009.

## Tableau récapitulatif
|                                                          | Danemark métropolitain | Îles Féroé  | Groenland                    |
| -------------------------------------------------------- | ---------------------- | ----------- | ---------------------------- |
| Dépénalisation de l’homosexualité                        | depuis 1933            | depuis 1933 | depuis 1933                  |
| Majorité sexuelle identique à celle des hétérosexuels    | depuis 1976            | depuis 1988 | depuis 1976                  |
| Interdiction de la discrimination dans tous les domaines | depuis 2004            | Non         | depuis 2004                  |
| Pénalisation des propos homophobes                       | depuis 2004            | depuis 2006 | depuis 2009                  |
| Pénalisation des crimes homophobes                       | depuis 2004            | depuis 2006 | depuis 2009                  |
| Lois protégeant les personnes transgenres                | Non                    | Non         | Non                          |
| Reconnaissance des couples de personnes de même genre    | depuis 1989            | Non         | adoption loi danoise en 1996 |
| Mariage civil pour les personnes de même genre           | depuis 2012            | Non         | depuis 2015                  |
| Adoption des enfants du partenaire légal                 | depuis 1999            | Non         | depuis 2009                  |
| Adoption homoparentale                                   | depuis 2010            | Non         | depuis 2015                  |
| Droit pour les gays de servir dans l’Armée               | depuis 1978            | depuis 1978 | depuis 1978                  |
| Droit de changer de genre légal                          | depuis 2014            | Non         | Non                          |
| Accès aux FIV pour les lesbiennes                        | depuis 2006            | Non         | depuis 2006                  |
| Autorisation du don de sang pour les HSH                 | Non                    | Non         | Non                          |